# Lucio Calpurnio Pisone Cesonino (console 58 a.C.)
Lucio Calpurnio Pisone Cesonino (latino: Lucius Calpurnius Piso Caesoninus; Cadeo, 105-101 a.C. – 43-42 a.C.) è stato un politico romano, suocero di Giulio Cesare. Viene identificato come l'antico proprietario della Villa dei papiri a Ercolano, dove è stata ritrovata una biblioteca ricca di volumi di filosofia epicurea, di cui fu gran seguace.

## Biografia
La data di nascita è collocabile tra il 105-101 a.C., avendo ricoperto la carica di console nel 58 a. C.
Discendente da un'antica famiglia nobilitata di origine plebea (Calpurnii Pisoni), che aveva però già avuto l'incarico consolare nel 180 a.C., arricchitosi durante la guerra italica, era figlio di un armiere (figlio a sua volta dell'omonimo Lucio Calpurnio Pisone Cesonino che fu console nel 112 a.C.) e di una delle figlie di Calvenzio di Piacenza, ricco mercante che è stato ritratto nel discorso critico di Cicerone, In Pisonem, come bandista d'asta gallico. Lo stesso nome era portato dal bisnonno e probabilmente dal padre.
Nonostante i nonni materni non fossero entrambi romani, Cicerone ci restituisce l'immagine di Pisone come un tipico romano: «nella severità del volto e in quel sopracciglio, che appariva alla gente non come un sopracciglio ma come una promessa di buon governo». 
Sposò in prime nozze la figlia di un certo Rutilio Nudo che guidò la flotta di Cotta nel 73 a.C. ed ebbe due figli: Calpurnia nel 75 a.C., la quale nel 59 a.C. divenne la terza ed ultima moglie di Giulio Cesare, e, dall'ultima moglie, Lucio Calpurnio Pisone (detto il Pontefice), nato nel 48 a.C.
Fu il responsabile dell'esilio di Marco Tullio Cicerone nel 58 a.C. dovuto all'emanazione della legge retroattiva che puniva coloro che non avevano permesso di invocare la "Provocatio ad populum" prima di giustiziare i condannati a morte, durante la congiura di Catilina, e proprio in questa occasione si avvicinò politicamente a Cesare.
A Pisone è attribuita la massima Fiat iustitia, ruat caelum.

## Cursus Honorum
Intraprese il cursus honorum rivestendo la carica di questore nel 70 a.C., di edile nel 64 a.C., pretore al primo tentativo nel 61 a.C. Esordì al consolato nel 58 a.C. insieme ad Aulo Gabinio con la celebrazione dei giochi Compitali, contro il volere del senato che li aveva aboliti nel 64 a.C. per motivi di ordine pubblico. La carica fu rinnovata nel 57 a.C.con collega Publio Cornelio Lentulo Spintere.
Nel 49 a. C. Pisone sostenne la proposta di Curione con la quale si disponeva la deposizione del comando proconsolare da parte di Pompeo e Cesare, rispettivamente in Spagna e in Gallia, proponendosi invano come ambasciatore a Cesare. Quando quest'ultimo varcò il Rubicone e marciò su Roma, Pisone lasciò la città invece di incontrarsi con Cesare, per questo fu elogiato da Cicerone, il quale lo stimò maggiormente anche quando, dopo la fine della dittatura di Cesare, attaccò Antonio nel Senato.
Durante il suo consolato, grazie anche all'attività legislativa di Publio Clodio Pulcro (anche lui fedele alleato di Cesare e dei triumviri), vennero approvate numerose leggi, tra cui la Lex Fufia e Aelia, la Lex Clodia de provinciis consularibus che assegnava a Pisone e Gabinio le province in cui i consoli si sarebbero recati come proconsoli l'anno seguente (a Pisone fu affidata la Macedonia e a Gabinio la Cilicia poi mutata in Siria) e che attribuiva loro poteri straordinari (nominare legati, disporre di grosse somme di denaro) in contraddizione con Lex Iulia de repetundis. 

### Conflitto con Cicerone
Infine la  Lex de capite civis Romani, che stabiliva, con valore retroattivo, la non liceità di condanne a morte eseguite per ordine del senato (Senatus consultum ultimum) senza la Provocatio ad populum, cioè senza l'appello al popolo. Questa era di fatto una legge contro Cicerone che nel 63 a.C. aveva fatto eseguire la condanna dei Catilinari senza appello al popolo. Per questa legge Cicerone fu costretto all'esilio fino al settembre del 57 a.C.
Nel 57 a.C. Pisone si recò in Macedonia come proconsole ove restò fino al 55 a.C. Venne richiamato a Roma sotto richiesta di Cicerone, il quale durante la discussione nel Senato del 56 a. C., riportato nel De provinciis consularibus, si espose a favore della sottrazione delle province affidate a Pisone e Gabinio, affinché fossero assegnate ai pretori del 55 a. C. In particolare nel discorso è riportato che l'esercito reclutato, reso prigioniero, fu vittima di saccheggi, vessazioni, uccisioni che portarono ingenti perdite di uomini; a ciò si aggiunse la cattiva amministrazione della provincia con pesanti imposte, restrizioni e danni alle opere pubbliche. Per questi motivi la proposta avanzata da Cicerone fu accolta solo per la provincia macedonica che venne affidata al pretore Quinto Ancario, nemico di Cesare e dello stesso Pisone.
Al suo rientro a Roma nei primi mesi del 56, Pisone tenne un discorso contro Cicerone in Senato, nel quale, dopo aver esaltato la propria carriera, lo attaccò sia per essersi allontanato volontariamente da Roma quando fu approvata la lex Clodia de capite civis romani, sia per non aver colpevolizzato i reali responsabili dell'esilio, Cesare e Pompeo..
Cicerone rispose con la celebre invettiva In Pisonem, pronunciata fra il luglio e il settembre del 55 a.C. e pubblicata nel corso del 54 a.C., che verteva sul confronto tra il disastroso operato politico di Pisone e il proprio glorioso, facendo uso magistrale della sua arte retorica e ricorrendo ad una colorita e caricaturale descrizione del suo aspetto fisico e dei suoi modi. Inoltre criticò aspramente le sue simpatie per l'epicureismo e la frequentazione con il filosofo greco Filodemo di Gadara che godette dell'ospitalità e della protezione di Pisone nella sua casa di Ercolano (probabilmente in quella che oggi è nota come Villa dei Papiri). A tale proposito Cicerone sottolineava che egli «si era gonfiato anima e corpo di quella parola, piacere», senza indagare a fondo sulla natura di questa e definì Filodemo un "greco lascivo, suo compagno di bagordi". Tuttavia non ebbe il coraggio di portare Pisone in tribunale, essendo il suo scopo solo quello di condannarlo moralmente, come dichiara nell'orazione: «Io non ho avuto mai sete del tuo sangue e mai ti ho augurato quell'estremo supplizio che la legge e i giudici possono infliggere così ai malvagi come ai galantuomini, ma che tu giacessi avvilito, disprezzato».
Tuttavia Nisbet riscatta la figura di Pisone in quanto abile proconsole e cittadino attaccato alla repubblica, sottolineando quanto il giudizio di Cicerone sia tendenzioso a causa del suo coinvolgimento diretto nelle vicende.

### Le guerre civili
Nel 50 a.C. Pisone venne nominato censore insieme ad Appio Claudio Pulcro. L'anno successivo, allo scoppio della guerra civile tra Cesare e Pompeo, Pisone, che non aveva ancora restituito la sua carica, offrì i propri servigi come mediatore a Cesare, ma il partito aristocratico non accettò la mediazione. Quando Pompeo fuggì da Roma, Pisone dapprima lo seguì, ma poi tornò a Roma rimanendo neutrale per tutta la durata della guerra.
Nel 44 a.C. alla morte di Cesare, Pisone cercò di ottenere la conservazione delle leggi e delle istituzioni volute da Cesare e si batté inizialmente contro il comportamento di Marco Antonio. Successivamente diventò un fedele seguace di Antonio di cui difese la causa da Roma quando questo si reco in Gallia Cisalpina. Anche la figlia e vedova di Cesare, Calpurnia, si era schierata con Antonio.
Nel 43 a.C. fece parte di una delegazione di ambasciatori inviati da Roma a Mutina presso il campo di Antonio per cercare una riconciliazione con Ottaviano. L'atteggiamento di Pisone nella controversia con Antonio si fece meno rigido. Infatti, nel 43 a. C egli sostenne che Antonio non dovesse ricevere una condanna senza essere giudicato, accettando di recarsi insieme ad altri senatori come ambasciatore presso di lui; in seguito, avanzando la proposta di inviare ad Antonio una seconda ambasceria, incontrò l'opposizione di Cicerone, il quale volle chiudere definitivamente la questione.
La riconciliazione inizialmente avvenne, nacque il secondo triumvirato che sconfisse i cesaricidi nel 42 a.C. Vittima della liste di proscrizione di Ottaviano e Antonio ci sarà però anche Cicerone, assassinato nel 43. 
Poco dopo, anche Pisone morì, presumibilmente di morte naturale, dato che scompare dalle fonti. Suo figlio verrà poi fatto console da Ottaviano Augusto nel 15 a.C.